# مقاطعة لوخا

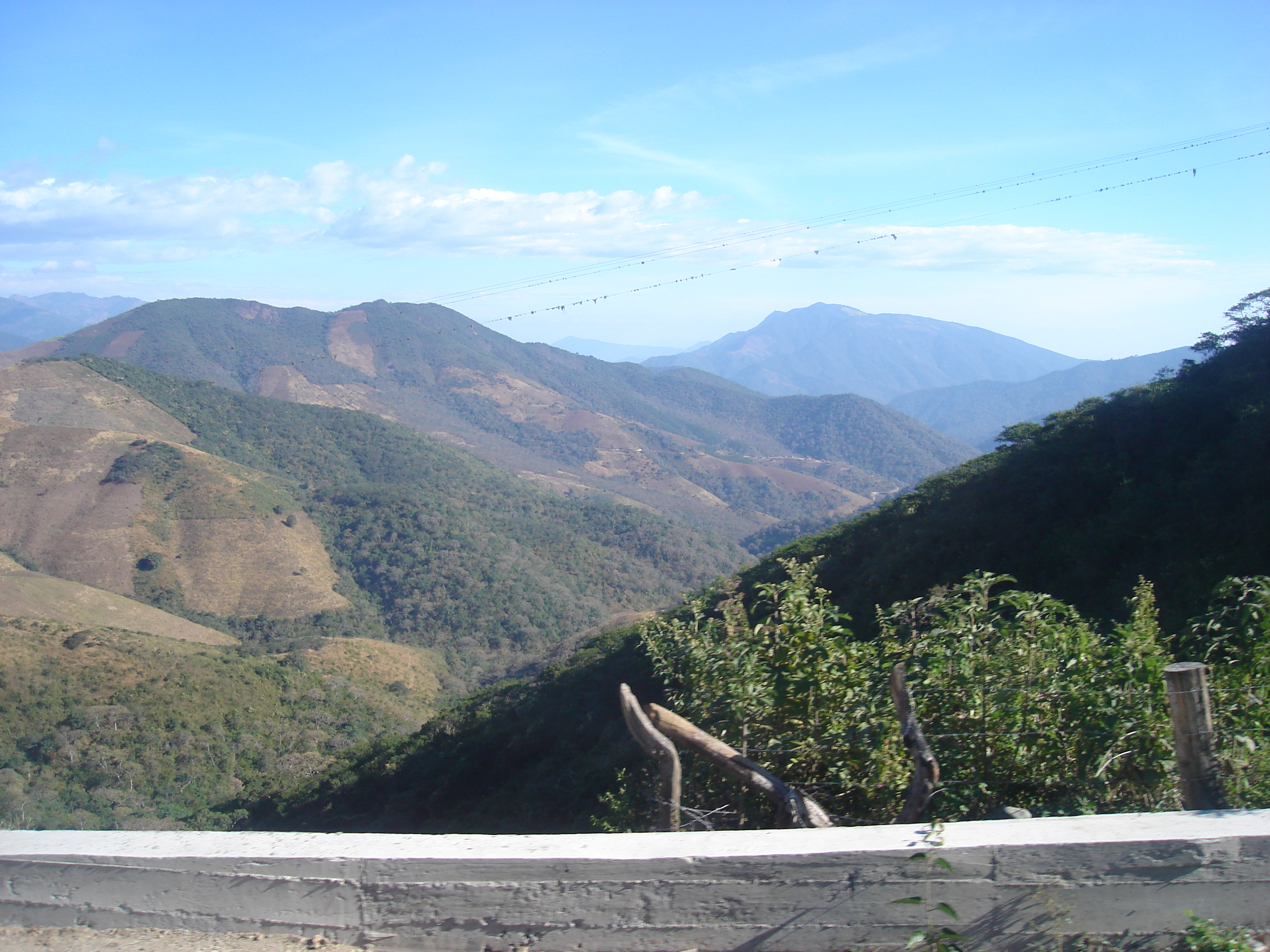
جبال ماكارا

لوخا هي مقاطعة في الإكوادور تأسست في موقعها الحالي في 1548 من قبل الكابتن ألونسو دي مرساديلو (بالإسبانية: Alonso de Mercadillo)‏ الموقع قد تم نقله سابقا وأعيد بناؤه من لا توما بسبب الزلازل. كما أنها تدعى وادي كوكسيبامبا وهو ما يعني من الكيشوا «الوادي المبتسم».

## كانتونات
وتنقسم المقاطعة إلى 16 كانتونات :

## أعلام
- مانويل بيليساريو مورينو
- ماتيلدي هيدالغو